# هذيان
الهذيان أو البُطاح هو حالة من تراجع الحالة الإدراكية للمريض. وهو عرضٌ مُركَّب يُصاب فيه المريضُ بالتَّخليط، وتبدو عليه تغيُّراتٌ واضحة في السُّلوكُ والحالة العقلية. تتضمَّن علاماتُ الهَذَيان مشكلاتٍ في الانتباه والوعي والانفعالات والتحكُّم في العَضلات. وهناك حالاتٌ طبِّية كثيرة يُمكن أن تُسبب الهَذَيان. غالباً ما يُشفى المُصابون بالهَذَيان شفاءً تاماً بعد أن يُعالَجوا من المرض الذي كان سبباً له. لكنَّ الشِّفاء لا يحدث دائماً.

## الأعراض
تظهر علاماتُ الهذيان وتختفي عادةً خلال اليوم. وتمرُّ فتراتٌ لا تظهر فيها على المريض أيَّةُ علامة على الهَذَيان. إنَّ علامات الهَذَيان سريعةُ الظهور. وقد تتطوَّر خلال ساعات أو أيَّام قليلة. من علامات الهَذَيان الرئيسية تراجعُ القدرة على فَهم وإدراك الأوضاع والبيئة المحيطة. وقد يعاني المريضُ المُصاب بالهذيان من صعوبة المحافظة على التركيز ضمن موضوع ما. وأعراض الهذيان :
- شدَةُ الغضب أو القلق أو الخوف أو الاكتئاب، وغير ذلك من الانفعالات.
- الهَلوَسة أو رؤية أشياء غير موجودة.
- سرعة الانزعاج والغَضَب أو الميل إلى العِراك.
- قِلَّة النشاط أو انعدامه.
- قلَّة أو انعدام الاستجابة لما يُحيط بالمريض.
- النوم المُضطَّرِب.

هناك ثلاثة أصناف من الهذيان:
- الهذيان مفرط النشاط. أسهل الأنواع اكتشافًا. وقد يشعر المصابون بالتململ ويتحركون في غرفهم ذهاباً واياباً. وقد يصابون كذلك بالقلق أو التقلب السريع في الحالة المزاجية أو رؤية أشياء غير موجودة. وكثيرًا ما يرفضون الرعاية.
- الهذيان منخفض النشاط. قد يعاني المصابون بهذا النوع من الخمول أو قلة النشاط، وغالبًا ما ينتابهم الكسل أو النعاس. وربما يبدون كما لو كانوا في حال ذهول، ولا يتفاعلون مع العائلة أو الآخرين.
- الهذيان المختلط. يمثل هذا النوع من الهذيان أعراض النوعين السابقين. فقد يتبدل حال المريض سريعًا بين التململ والخمول.

## الأسباب
يحدث الهَذَيانُ عندما لا يعود الدِّماغُ قادراً على العمل السليم. وقد يكون هذا بسبب العدوى أو السُّموم أو الألم الشديد أو سوء استخدام المواد.

## العوامل
يعرف الأطبَّاء عوامل يُمكن أن تزيدَ من احتمال الإصابة بالهذيان. وتُعرَف هذه العواملُ باسم «عوامِل الخُطورة». يكون الأشخاص المُتقدِّمون في السنِّ، ممَّن يُقيمون في المستشفيات أو في دور الرعاية الصحيَّة طويلة المدى، معَرَّضين أكثر من غيرهم للإصابة بالهَذَيان. سوءُ التغذية عاملٌ آخر من عوامل الخطورة الخاصة بالهَذَيان. كما أنَّ احتمالَ إصابة الشخص بالهَذَيان يزداد إذا كان قد تعرَّض للجفاف. كما يزداد احتمالُ تعرُّض المُصابين بأمراض تستمر زمناً طويلاً أو بأمراضٍ شَديدة، وكذلك من يُصابون بأمراض مُميتة، للإصابة بالهَذَيان أيضاً. إنَّ فَيروسَ العَوَزِ المَناعِيِّ البَشَرِيِّ ومُتَلازِمَة العَوَزِ المَناعِيِّ المُكتَسَب (أو الإيدز) مثالان على هذه الأمراض. ومن عوامل الخُطورة الأخرى:
- التقدُّم في السن.
- اعتلال السَّمع أو البَصَر.
- المعالجات التي تشتمل على أدوية متعدِّدة.
- تَعاطي المُخَدِّرات أو مُعاقَرة الكُحول.

## العلاج
يكمن علاج الهذيان في عدة أشياء؛ ومن أجل ذلك يجب على الطبيب تحديد الأسباب التي كانت وراء الإصابة بالهذيان فمثلاً يمكن أن يؤدي التوقف عن تناول بعض الأدوية إلى علاج هذه الإصابة واختفاء أعراض الهذيان
ومن ممكن كذلك أن يحتاج المصاب إلى زمن طويل للشفاء ويكون ذلك في البيت أو في أماكن الرعاية وبعض الأحيان لا يدوم الهذيان كثيراً فأحياناً يختفي بعد بضعة ساعات من الإصابة به وأحيانا يستمر مدة أطول تصل إلى أسابيع أو شهور أو سنوات. كما أن الرعاية الداعمة كاسترخاء العقل والراحة تساعد في المعالجة والبدء في الشفا؛ ومن صور الرعاية الدائمة :
- المحافظة على تغذية المريض لعدم اصابته بالجفاف.
- مراقبة المريض لضمان التنفس السليم له.
- مساعدة المصاب على التحرك الدائم وعدم الوقوع في الحوادث.
- استشارة الطبيب عند استخدام الادوية لمعالجة الآلام.

وأيضاً يجب المحافظة على الحالة العقلية السليمة للمصاب ويكون ذلك من خلال :
- إحاطة المصاب بأشياء مألوفة من منزله.
- المحافظة على دورة النوم والاستيقاظ بأوقات طبيعية ومنتظمة.
- تذكير المريض شفهيا بمكان وجوده دائما وما يحدث من حوله
- زيارات من قبل الاهل والاقارب
- يمكن أيضاً استخدام الأدوية لتهدئة المصاب ولا يستخدم هذا النوع من المعالجة الا عندما يمر المصاب بحالات من الهياج أو التخليط الشديد ولا يُشترط أن تكون المعالجة بالأدوية دائماً لأن هناك أسباب معينة أخرى لابد من معالجتها حتى يعافى المصاب.

## اقرأ أيضاً
- مسبب الهذيان ضعف الوظائف المعرفية بعد العملية الجراحية